# London & Regional Properties
London & Regional Properties (L&RP) är ett brittiskt multinationellt fastighetsbolag som äger främst hotell runt om i världen. Dess mest kända fastigheter är Fairmont Monte-Carlo och Hôtel Columbus Monte Carlo i Monaco. Fastighetsbeståndet är värderat till mer än nio miljarder brittiska pund. Fastighetsbolaget har verksamheter i Irland, Panama och Storbritannien.
Företaget grundades 1987 av bröderna Ian Livingstone och Richard Livingstone.